# Christine de Hesse-Darmstadt
 (mars 2023).
Si vous disposez d'ouvrages ou d'articles de référence ou si vous connaissez des sites web de qualité traitant du thème abordé ici, merci de compléter l'article en donnant les références utiles à sa vérifiabilité et en les liant à la section « Notes et références ».
Christine de Hesse-Darmstadt (25 février 1578 - 26 mars 1596), est la fille du comte Georges Ier de Hesse-Darmstadt.

## La famille
Christiane était la troisième fille du comte Georges Ier de Hesse-Darmstadt et de la comtesse Madeleine de Lippe. Ses grands-parents paternels étaient Philippe Ier de Hesse et Christine de Saxe. Ses grands-parents maternels étaient le comte Bernard VIII de Lippe et la comtesse Catherine de Waldeck–Eisenberg.

## Mariage
Christine a épousé le comte Frédéric Magnus d'Erbach le 5 mai 1595, quand elle avait dix-sept ans. Elle devient alors la comtesse Christine d'Erbach. Elle est décédée moins d'un an plus tard, sans descendance.